# Liste der Monuments historiques in Beausite
Die Liste der Monuments historiques in Beausite führt die Monuments historiques in der französischen Gemeinde Beausite auf.

## Liste der Immobilien
| Bezeichnung                    | Beschreibung | Standort                                 | Kennzeichnung | Schutzstatus | Datum | Bild           |
| ------------------------------ | ------------ | ---------------------------------------- | ------------- | ------------ | ----- | -------------- |
| Kirche Assomption-de-la-Vierge |              | Beauzée-sur-Aire, rue de l’Église (Lage) | PA00106497    | Classé       | 1915  | weitere Bilder |

## Liste der Objekte
| Bezeichnung                                          | Beschreibung | Standort                                                            | Kennzeichnung | Schutzstatus  | Datum | Bild |
| ---------------------------------------------------- | --- | ------------------------------------------------------------------- | ------------- | ------------- | ----- | ---- |
| Kruzifix                                             | Holz, farbig gefasst, 15. oder 16. Jahrhundert                                                                                               | Beauzée-sur-Aire, in der Kirche Assomption-de-la-Vierge (Lage)      | PM55000114    | Classé        | 1981  |      |
| Wandvertäfelung                                      | Holz, 1752 | Beauzée-sur-Aire, in der Kirche Assomption-de-la-Vierge (Lage)      | PM55000112    | Classé        | 1915  |      |
| Epitaph der Familie de Dompré                        | Marmor, 18. Jahrhundert | Deuxnouds-devant-Beauzée, in der Kirche St-Pierre-et-St-Paul (Lage) | PM55000113    | Classé        | 1945  |      |
| Epitaph für Cuny Phelis                              | Kalkstein, bezeichnet 1608 | Beauzée-sur-Aire, in der Kirche Assomption-de-la-Vierge (Lage)      | PM55001576    | ClInscritassé | 1991  |      |
| Inschriftentafel mit Pfarrerliste                    | Marmor, bezeichnet 1749 | Beauzée-sur-Aire, in der Kirche Assomption-de-la-Vierge (Lage)      | PM55002733    | Inscrit       | 2010  |      |
| Liturgische Gewänder                                 | Kasel, Stola, Manipel, Kelchvelum und Bursa; Stoff, bestickt, 19. Jahrhundert; im Centre départemental d’art sacré in Saint-Mihiel deponiert | Beauzée-sur-Aire, in der Kirche Assomption-de-la-Vierge (Lage)      | PM55001577    | Classé        | 1992  |      |
| Zwei Chorbänke                                       | Eichenholz, 18. Jahrhundert | Beauzée-sur-Aire, in der Kirche Assomption-de-la-Vierge (Lage)      | PM55001578    | Inscrit       | 2000  |      |
| Glocke                                               | Bronze, 1561 gegossen | Deuxnouds-devant-Beauzée, in der Kirche St-Pierre-et-St-Paul (Lage) | PM55001143    | Classé        | 1997  |      |
| Epitaph für Jean Adam, Didette Jacob und Claude Adam | Kalkstein, um 1658 | Beauzée-sur-Aire, in der Kirche Assomption-de-la-Vierge (Lage)      | PM55001575    | Inscrit       | 1991  |      |
| 31 Kirchenbänke                                      | Eichenholz, 18. Jahrhundert | Deuxnouds-devant-Beauzée, in der Kirche St-Pierre-et-St-Paul (Lage) | PM55001812    | Inscrit       | 1994  |      |